# Палметто (Флорида)
Палметто (англ. Palmetto) — місто (англ. city) в США, в окрузі Манаті штату Флорида. Населення — 13 323 особи (2020).

## Географія
Палметто розташоване за координатами 27°31′29″ пн. ш. 82°34′30″ зх. д. / 27.52472° пн. ш. 82.57500° зх. д. (27.524788, -82.574958).  За даними Бюро перепису населення США в 2010 році місто мало площу 14,56 км², з яких 13,91 км² — суходіл та 0,66 км² — водойми.

## Демографія
Згідно з переписом 2010 року, у місті мешкало 12 606 осіб у 4891 домогосподарстві у складі 3192 родин. Густота населення становила 866 осіб/км².  Було 6729 помешкань (462/км²).
Расовий склад населення:
| - 72,1 % — білих - 10,5 % — чорних або афроамериканців - 0,6 % — азіатів - 0,4 % — корінних американців - 14,2 % — осіб інших рас |

До двох чи більше рас належало 2,2 %. Частка іспаномовних становила 28,3 % від усіх жителів.
За віковим діапазоном населення розподілялося таким чином: 22,5 % — особи молодші 18 років, 55,6 % — особи у віці 18—64 років, 21,9 % — особи у віці 65 років та старші. Медіана віку мешканця становила 43,1 року. На 100 осіб жіночої статі у місті припадало 100,9 чоловіків;  на 100 жінок у віці від 18 років та старших — 98,9 чоловіків також старших 18 років.
Середній дохід на одне домашнє господарство  становив 54 536 доларів США (медіана — 36 990), а середній дохід на одну сім'ю — 66 167 доларів (медіана — 46 486). Медіана доходів становила 30 793 долари для чоловіків та 30 297 доларів для жінок. За межею бідності перебувало 22,3 % осіб, у тому числі 38,4 % дітей у віці до 18 років та 9,3 % осіб у віці 65 років та старших.
Цивільне працевлаштоване населення становило 5091 особа. Основні галузі зайнятості: освіта, охорона здоров'я та соціальна допомога — 21,0 %, роздрібна торгівля — 15,1 %, науковці, спеціалісти, менеджери — 12,9 %.